# Аумада, Томас
Томас Алехандро Аумада Отеса (исп. Tomás Alejandro Ahumada Oteíza; род. 24 июня 2001, Реколета, Сантьяго) — чилийский футболист, вратарь клуба «Аудакс Итальяно».

## Клубная карьера
Аутама — воспитанник клуба «Аудакс Итальяно». 1 июля 2022 года в матче против «Ньюбленсе» он дебютировал в чилийской Примере. 

## Международная карьера
В 2023 году в составе олимпийской сборной Чили Ауама принял участие в домашних Панамериканских играх. На турнире он был запасным и на поле не вышел.